# Fatehpur Sikri
Fatehpur Sikri (hindi: फतेहपूर सिकरी, urdu: فتحپور سیکری) – zespół architektoniczny dawnej stolicy Wielkich Mogołów. Znajduje się 37 kilometrów na zachód od Agry, w obrębie miasta o tej samej nazwie.

## Historia
Akbar został władcą wielkich mogołów w 1556 roku w wieku 14 lat, gdy wcześnie zmarł jego ojciec, Humajun. Początkowo za stolicę państwa obrał Agrę, a na swoją siedzibę wybrał Czerwony Fort. Jednak Akbar, podobnie jak wielu innych władców indyjskich, postanowić założyć nową stolicę od postaw, która miałaby się znajdować w pobliżu Agry.
Nowe miasto wybudowane na miejscu wioski Sikri. Zostało ono założone w 1571 roku i przyjęło nazwę „Fatehpur Sikri”. Akbar miał w tym miejscu spotkać sufickiego pustelnika Selima Ćisti, który przepowiedział cesarzowi urodzenie syna (na którego Akbar od wielu lat czekał). W tym celu Ćisti miał zabić własnego 6-miesięcznego syna, aby dusza zabitego dziecka inkarnowała się w syna cesarza. Akbar wierzył, że dzięki Ćistiemu urodził się mu pierworodny syn – przyszły cesarz Dżahangir. Wizyty pustelnika były uznane za owocne, ponieważ cesarz miał wkrótce trzech synów. Aby uhonorować Ćistiego, zbudował w tym miejscu miasto z grobowcem Ćistiego z białego marmuru.
Miasto zostało opuszczone w 1585 roku, prawdopodobnie z powodu braku wody pitnej, stało się „miastem-widmem”, a stolicę przeniesiono do Lahaur. W 1986 roku zespół architektoniczny dawnej stolicy został wpisany na Listę światowego dziedzictwa UNESCO.

## Ważniejsze zabytki
- Wielki Meczet (Jama Masjid)
- Brama Zwycięstwa (Buland Darwaza)
- Pałac Wiatrów (Hawa Mahal)
- Sala Audiencji Prywatnych (Diwan-i-Khas)